# Охотники за головами (фильм)
«Охотники за головами» (норв. Hodejegerne) — норвежский криминальный триллер с элементами чёрного юмора, снятый режиссёром Мортеном Тильдумом по одноимённому роману Ю Несбё. Главные роли исполнили Аксель Хенни и Николай Костер-Вальдау. Премьера в России состоялась 12 января 2012 года.

## Сюжет
Роджер Браун, лучший охотник за головами в Норвегии, ведёт двойную жизнь, одной стороной которой является криминальная: кража произведений искусства. Его жена случайно знакомит его с предпринимателем Класом Граафом , который владеет бесценным экспонатом. Браун думает, что это хорошая возможность украсть картину, но он недооценил своего противника.

## В ролях
- Аксель Хенни — Роджер Браун
- Николай Костер-Вальдау — Клас Грааф
- Синнёве Макоди Лунд[англ.] — Диана Браун
- Юлие Эльгор[англ.] — Лотте
- Эйвинд Сандер — Уве Хьикеруд
- Кюрре Хёуген Сюднесс — Иеремия Ландер
- Рейдар Сёренсен — Бреде Сперре
- Валентина Алексеева — Наташа

## Съёмки
Съёмки фильма проходили в Ниттедале.

## Отзывы
Фильм высоко оценён кинокритиками. На Rotten Tomatoes у фильма 92 % положительных рецензий, средний рейтинг составляет 7,6 из 10 баллов.
Рене Родригес из газеты The Miami Herald: «Фильм начинается как нелепый милый триллер из 90-х о богатом белом парне, которого мог сыграть Джеймс Спейдер или Майкл Дуглас. Но к концу мы попадаем на территорию братьев Коэнов, где состав крови как у Сэма Рейми».

## Награды и номинации
- 2012 — премия «Аманда» в категории «Выбор публики», а также 3 номинации: лучшая режиссура (Мортен Тильдум), лучший актёр (Аксель Хенни), лучшие визуальные эффекты.
- 2012 — номинация на премию Европейской киноакадемии в категории «Награда аудитории».
- 2013 — номинация на премию BAFTA за лучший фильм не на английском языке.
- 2013 — премия «Сатурн» за лучший фильм на иностранном языке.
- 2013 — премия «Империя» за лучший триллер.